# Scotti Hill
Scotti Hill, pseudonimo di Scott Lawrence Mulvehill (Manhasset, 31 maggio 1964), è un chitarrista statunitense.
È noto per essere membro degli Skid Row, a cui si è unito nel 1987.

## Discografia

### Con gli Skid Row

#### In Studio
- Skid Row (1989)
- Slave to the Grind (1991)
- B-Side Ourselves (1992)
- Subhuman Race (1995)
- Thickskin (2003)
- Revolutions Per Minute (2006)

#### Live
- Subhuman Beings on Tour!! (1995)

#### Raccolte
- 40 Seasons: The Best of Skid Row (1998)

### Altri album
- Mötley Crüe - Dr. Feelgood (1989)
- Chris Catena's Rock City Tribe - Truth in Unity (2020)